# Суматриптан
Суматриптан — синтетическое производное триптамина, был разработан GlaxoSmithKline в 1989 для лечения мигрени. Вводится перорально, в нос, или инъекцией под кожу.  Эффекты обычно наступают в течение первых трех часов после приема.
К общим побочным эффектам относятся давление в груди, чувство усталости, ощущение вращающегося мира, рвота, покалывание. Серьезные побочные эффекты могут включать серотониновый синдром, сердечные приступы, инсульты и судороги. При чрезмерном употреблении лекарств могут возникнуть головные боли от чрезмерного использования. Отсутствует достоверная информация об использовании во время беременности или кормления грудью. Относится к триптановому классу препаратов. Механизм действия не до конца изучен. 
Суматриптан был запатентован в 1982 году и одобрен для медицинского применения в 1991 году.

## Применение в медицине
Суматриптан эффективен для прекращения или облегчения интенсивности мигрени и кластерных головных болей. Он наиболее эффективен, когда принимается рано после начала боли. Вводимый суматриптан более эффективен, чем другие препараты.
В Кокрейновском обзоре 2016 года о применений комбинации суматриптана и напроксена при острых приступах мигрени у взрослых данный метод был лучше, чем плацебо, для купирования острых приступов мигрени у взрослых. Комбинация была лучше, чем плацебо или один препарат, для облегчения других симптомов мигрени (тошнота, чувствительность к свету или звуку) и для снижения потери способности нормально функционировать. Неблагоприятные явления головокружения, покалывания или жжения кожи, сонливости (сонливость), тошноты, несварения желудка (диспепсия), сухости во рту и дискомфорта в груди чаще встречались при приеме суматриптана (отдельно или в комбинации), чем при приеме плацебо или напроксена. Как правило, они были легкой или средней степени тяжести и редко приводили к отказу от исследований. Исследования проводились в соответствии с высокими стандартами и, как правило, были достаточно большими, чтобы давать надежные результаты, так что большинство результатов по эффективности были высокого качества. Результаты по неблагоприятным событиям были понижены до умеренного качества, потому что было меньше событий.

## Побочное действие
- Со стороны сердечно-сосудистой системы: снижение или повышение АД, брадикардия, тахикардия, сердцебиение, редко — нарушения сердечного ритма (вплоть до фибрилляции желудочков), преходящие изменения ЭКГ ишемического типа, инфаркт миокарда, спазм коронарных артерий, синдром Рейно.
- Со стороны желудочно-кишечного тракта: тошнота, рвота, незначительное повышение активности печеночных трансаминаз, дисфагия, ощущение дискомфорта в животе; редко — ишемический колит.
- Со стороны нервной системы: головокружение, ощущение прилива крови к голове, слабость, сонливость, усталость (обычно слабо или умеренно выражены и являются преходящими), судорожный приступ. Боль, ощущение покалывания, тепла, чувство тяжести, давления или сжатия возникающие в любом участке тела, обычно быстро проходящие. нарушение зрения, диплопия, нистагм
- Аллергические реакции в виде крапивницы, сыпи, эритемы, редко анафилаксия.

Передозировка суматриптана может вызвать сульфгемоглобинемию, редкое состояние, при котором кровь меняется с красного на зеленый, вследствие интеграции серы в молекулу гемоглобина. Если прекращено употребление Суматриптана, состояние меняется в течение нескольких недель.
После инъекции суматриптана или таблеток могут произойти серьезные сердечные события, в том числе смертельные.

## Фармакодинамика
Суматриптан является селективным агонистом рецепторов 5-HT1 типа 5-HT1D, 5-HT1B и 5-HT1F, не действуя на 5-HT2 — 5-HT7. Активируя данные рецепторы в системе сонных артерий, он вызывает их сужение (arteria basilaris, базилярная артерия), не влияя на мозговой кровоток. Их дилатация и отёк считаются причиной мигрени.
Помимо этого, он ингибирует активность тройничного нерва.

## Фармакокинетика
Довольно быстро всасывается как при интраназальном, так и при пероральном приеме. При приёме внутрь биодоступность около 15 % вследствие пресистемного метаболизма и неполной абсорбции. Достигает Cmax через 2,5 часа при приеме внутрь, при интраназальном, через 1,5 часа. Метаболизируется с участием моноаминоксидазы, основные метаболиты индолоуксусный аналог суматриптана и его глюкуронид. Период полувыведения 2,5 часа. Выводится преимущественно почками с мочой — 60 % и с калом.

## Показания к применению
Купирование приступов мигрени.

## Способ применения и дозы

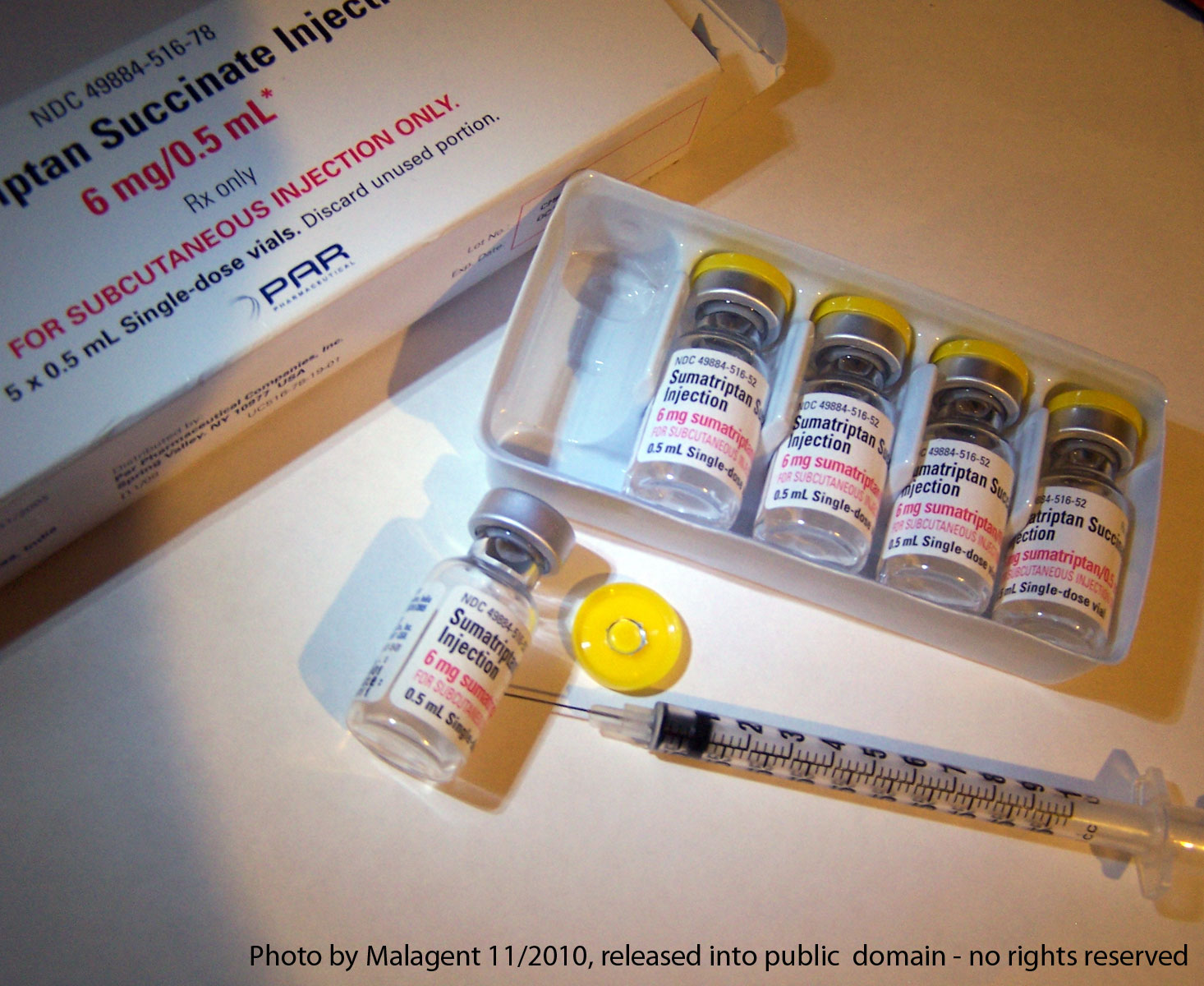
Суматриптан для инъекций

Не применяют для профилактики приступов, максимальный эффект при приеме на высоте приступа.
Внутрь  — 50-100 мг. Максимальная суточная доза при приеме внутрь — 300 мг
Ректально - 25 - 50 мг. Максимальная суточная доза при ректальном введении — 100 мг
Интраназально — 20 мг (1 доза) в одну ноздрю. Повторное введение возможно не менее чем через 2 ч. при интраназальном применении — 2 дозы по 20 мг.
Подкожно — 6 мг. Повторное введение возможно через 1 час. Максимальная суточная доза 12 мг.

## Противопоказания
- Известная гиперчувствительность к препарату.
- Гемиплегическая, базилярная или офтальмоплегическая форма мигрени.
- Перенесенный инфаркт миокарда.
- Аритмии.
- ИБС, стенокардия, в том числе стенокардия Принцметала.
- Неконтролируемая артериальная гипертензия.
- Окклюзионные заболевания периферических сосудов.
- Перенесенные инсульты и преходящие нарушения мозгового кровообращения..
- Эпилепсия.
- Выраженное нарушение функции печени и/или почек.
- Одновременный прием суматриптана с эрготамином или его производными (включая метисергид), а также одновременный прием ингибиторов МАО и период до 2 нед после их отмены.
- Кормление грудью и беременность.
- Пожилой возраст, юношеский возраст (до 18 лет) (безопасность и эффективность не установлена).

## Особые указания
Не предназначен для профилактики мигрени, используется только при установленном диагнозе, во время приступа. Применение до возникновения приступа или во время ауры может не купировать приступ. Следует учитывать риски со стороны сердечно-сосудистой системы и помнить о возможности развития инсульта и инфаркта миокарда.
Обязательным условием является соблюдение диеты — исключить продукты, содержащие тирамин (шоколад, какао, орехи, цитрусовые, бобы, помидоры, сельдерей, сыры), а также алкогольные напитки (в том числе сухие, особенно красные, вина, шампанское, пиво).
С осторожностью назначать водителям и лицам, занятым на работах, требующих повышенного внимания.

## Передозировка
Симптоматическая терапия, наблюдение в течение 10 часов.

## Взаимодействие с другими лекарственными средствами
- Эрготамин и эрготаминсодержащими ЛС — длительный спазм сосудов (соблюдать 24 часовой интервал в приеме).
- Ингибиторы МАО -
- СИОЗС -

## Отпуск из аптек
По рецепту врача

## Хранение
Хранить в защищенном от света месте при температуре от 2° до 30 °C.

## История

### Одобрение
В 1991 году Глаксо получил одобрение на Суматриптан, который был первым доступным триптаном. В Соединенных Штатах, он доступен только по рецепту врача (и часто ограничен, без предварительного разрешения, количеством девяти за 30-дневный период). Это требование для медицинского назначения также существует в Австралии. Тем не менее, его можно купить без рецепта в Великобритании (исключительно после консультации с аптекарем и письменном подтверждении, что нет противопоказаний) и Швеции. Было одобрено несколько лекарственных форм для суматриптана, включая таблетки, раствор для инъекций и назальные ингаляторы.
В июле 2009 года FDA США одобрило одноразовую форсунку с форсунками Суматриптана. Устройство доставляет подкожную инъекцию 6 мг суматриптана без использования иглы. Автоинжекторы с иглами ранее были доступны в Европе и Северной Америке в течение нескольких лет.
Фаза III исследований с ионофоретическим трансдермальным пластырем (Zelrix / Zecuity) началась в июле 2008 года. В этом патче используется низкое напряжение, контролируемое предварительно запрограммированным микрочипом, для доставки разовой дозы суматриптана через кожу в течение 30 минут. Zecuity был одобрен FDA США в январе 2013 года. Продажи Zecuity были прекращены после сообщений об ожогах кожи и раздражении.

### Дженерики
Патенты Глаксо на суматриптан истекли в феврале 2009 года. В то время Имитрекс продавался по цене около 25 долларов за таблетку. 6 ноября 2008 г. Par Pharmaceutical объявил, что немедленно начнет продажу универсальных версий инъекций суматриптана (инъекций сукцината суматриптана), начальных наборов по 4 и 6 мг и заполненных шприцевых картриджей по 4 и 6 мг. Кроме того, Par планирует выпустить флаконы по 6 мг в начале 2009 года.
Mylan Laboratories Inc., Ranbaxy Laboratories, Sandoz (дочерняя компания Novartis), Dr. Reddy's Laboratories и другие компании получили одобрение FDA на генерические версии таблеток суматриптана в дозах 25, 50 и 100 мг с 2009 года. препарат в общем доступен на рынках США и Европы, так как срок действия патентной защиты Glaxo в этих юрисдикциях истек. Назальный спрей Суматриптан также доступен в общем.

## Правовой статус
В Российской Федерации версии суматриптана, которые не зарегистрированы в Национальном реестре лекарственных средств, могут рассматриваться как наркотические средства (производные диметилтриптамина). Он был внесён в Перечень наркотических средств, психотропных веществ и их прекурсоров, подлежащих контролю в Российской Федерации как производное диметилтриптамина.